# Blautia ammoniilytica
Blautia ammoniilytica es una bacteria grampositiva del género Blautia. Fue descrita en el año 2021. Su etimología hace referencia a disolución de amoníaco. Es anaerobia estricta. Produce acetato y propionato. Tiene un contenido de G+C de 43,1%. Se ha aislado de heces humanas. 